# Big Time Sensuality
Big Time Sensuality è una canzone della cantante Björk ed è il quarto singolo tratto dall'album Debut.
Questa canzone ha aperto a Björk le porte degli Stati Uniti, infatti con questa canzone per la prima volta è entrata nelle classifiche statunitensi.
Il video della canzone è stato diretto da Stéphane Sednaoui ed è stato girato a New York. Nel video la cantante è sul retro di un camion e balla, mentre lo stesso si muove lentamente in giro per la città.

## Tracce
1. Big Time Sensuality
2. Síðasta Ég
3. Glóra (strumentale)
4. Come to Me (Black Dog Mix)

## Classifiche
| Paese       | Posizione più alta |
| ----------- | ------------------ |
| Paesi Bassi | 24                 |
| Regno Unito | 17                 |